# Soñar no cuesta nada (álbum)
Soñar No Cuesta Nada es un álbum de la cantante y actriz Isabella Castillo. Las canciones Me Enamoré, Soñar No Cuesta Nada y Alma en Dos pertenecen a la banda sonora de la serie Grachi. El sencillo Soñar No Cuesta Nada se usó de fondo en algunos episodios de la telenovela 11-11 En Mi Cuadra Nada Cuadra y también en la segunda temporada de la telenovela de MTV, Niñas Mal.
El álbum alcanzó el primer lugar en México, Argentina, Colombia, Venezuela, Perú, el segundo lugar en Chile y Brasil, y debutó en el puesto #38 del Billboard Español Airplay subiendo hasta el puesto #15 en el que se mantuvo por 18 semanas consecutivas.

## Antecedentes
El 16 de abril de 2012, con ocasión de la victoria como Artista Latino Favorito en los Kids Choice Awards, Isabella Castillo anunció que estaba eligiendo las canciones, algunas escritas y compuestas por ella, por su primer álbum como solista. Originalmente tenía planeado lanzar el álbum en inglés y en español, al final sólo fue puesto a la venta en español con algunas canciones en spanglish. El 27 de febrero de 2013, Castillo anunció a través de Twitter que había firmado un contrato discográfico con Warner Music Latina, recientemente involucrado en una asociación con Viacom International Media Networks para distribuir sus talentos de la música latinoaméricana, a partir de Isabella Castillo.
El álbum, titulado Soñar no cuesta nada, es producido por Martín Chan, fue grabado en Miami y producido en tres meses. Castillo lo definí "un disco de transición. Hay canciones que estuvieron en Grachi, que son para niños. Pero siempre hay canciones como más del estilo de la balada, para el papá. [...] Es más bien, un disco de transición, que está tratando de mezclar los dos públicos sin que me enfoque solo en uno". Las canciones son once, nueve de los cuales fueron escritos por Isabella Castillo. Soñar no cuesta nada fue inspirada en una fan que contó que estaba muy enamorada de un chico del colegio, pero que el no la miraba; No me importa fue escrita en un ataque de celos; Alma en dos y Me enamoré también pertenecen a la banda sonora de la tercera temporada de Grachi: la primera fue compuesta pensando en la historia de amor entre Grachi, Axel y Daniel, y la segunda cuando la cantante tenía 14 años; Pertenezco a ti estaba originalmente en inglés y Castillo hizo la adaptación al español; Lágrimas es originalmente de la segunda temporada de Grachi, pero fue remezclada con un ritmo más bailable; El momento fue compuesta pensando que uno nunca tiene que dejar de ser quién es por estar con otra persona; Esta canción inicialmente no fue planeada, pero le ocurrió en la ducha y, una vez propuesta a Warner, la aprobó.
El 18 de marzo de 2013 fue lanzado el sencillo Soñar no cuesta nada, que fue utilizado como tema de cierre de los episodios 40 a 50 de la tercera temporada de Grachi, emitidos desde el 26 de abril hasta el 10 de mayo de 2013. El 12 de abril, se mostró un avance del vídeo de la canción, grabado a principios de mes en la galería LMNT Contemporary Arts en Miami, dirigido por Rafael E. Rodríguez y producido por Yare Films: el vídeo completo fue transmitido en la televisión en un adelanto exclusivo después del episodio del 15 de abril de la tercera temporada de Grachi y ve la participación, como protagonista masculino, del modelo húngaro Nordi Novak. El álbum fue lanzado, en lugar, el 23 de abril.
El 6 de agosto, unos días antes del inicio de la gira promocional en Argentina, fue filmado en Puerto Madero, en Buenos Aires, el videoclip de Esta Canción, dirigido por Cecilia Atán, que fue transmitido en la televisión el 4 de septiembre de 2013 y aterrizó en MTV Latinoamérica el día siguiente.
La canción Soñar No Cuesta Nada llegó hasta la decimoquinta posición en la clasificación Mexican Airplay.

## Lista de canciones
| N.º | Título                 | Letras                            | Productor(es)                     | Duración |  |
| 1.  | «Soñar No Cuesta Nada» | Isabella Castillo                 | Martín Chan                       | 2:52     |  |
| 2.  | «No Me Importa»        | Isabella Castillo                 | Martín Chan                       | 3:17     |  |
| 3.  | «Ven a mi Casa»        | Martín Chan                       | Dito Reschigna, Martín Chan       | 3:11     |  |
| 4.  | «Alma en Dos»          | Isabella Castillo                 | Martín Chan                       | 3:40     |  |
| 5.  | «Me Enamoré»           | Isabella Castillo                 | Tony Choy                         | 3:44     |  |
| 6.  | «Te Necesito Badly»    | Isabella Castillo                 | Martín Chan                       | 3:18     |  |
| 7.  | «Pertenezco a Ti»      | Isabella Castillo, Julca Brothers | Julca Brothers, Martín Chan       | 2:54     |  |
| 8.  | «Lágrimas»             | Martín Chan                       | Fresh Kid Cue, Mario "Genio" Coto | 3:13     |  |
| 9.  | «El Momento»           | Isabella Castillo                 | Martín Chan, Fresh Kid Cue        | 3:21     |  |
| 10. | «Esta Canción»         | Isabella Castillo                 | Martín Chan, Fresh Kid Cue        | 3:26     |  |
| 11. | «Corazón de Oro»       | Isabella Castillo                 | Martín Chan                       | 4:01     |  |

## Vídeos musicales

### Soñar no cuesta nada
Grabado en la galería de arte LMNT Contemporary Arts en Miami bajo la dirección de Rafael E. Rodríguez.
El video se desarrolla en una galería de arte en París. Isabella protagoniza la historia y juega el papel de una estudiante de fotografía y artes plásticas que ve al chico que le gusta (Interpretado por el modelo noruego Norbi Novak) mientras está tomando fotos. Los dos se miran y sienten una atracción mutua. La historia de amor va acompañada de escenas donde vemos a Isabella dentro de un cubo de espejos donde al entrar se encuentra con el chico de sus sueños y acompañada más tarde de su banda le dice todo lo que siente.

### Esta canción
El video fue grabado en agosto de 2013 en Puerto Madero, Buenos Aires bajo la dirección de la cineasta argentina Cecilia Atán. Fue estrenado como exclusiva en el canal Nickelodeon el 4 de septiembre de 2013 y después fue lanzado el 5 de septiembre en MTV.
Esta canción comienza con el amanecer en Buenos Aires y con los primeros acordes de la música se ve una rueda que se apoya en el asfalto y salen los skaters a 'surfear' la ciudad. Las calles vacías de Buenos Aires son el escenario perfecto para jugar. En el video, vemos a Isabella que camina en la ciudad mientras canta y de pronto al encontrarse con el grupo de chicos y atraída por su audacia, decide incorporarse y los sigue dispuesta a la aventura.
| Título                 | Fecha                   | Director/es         |
| ---------------------- | ----------------------- | ------------------- |
| «Soñar no cuesta nada» | 15 de abril de 2013     | Rafael E. Rodríguez |
| «Esta canción»         | 4 de septiembre de 2013 | Cecilia Atán        |

## Videojuego
Isabella Castillo también estrenó su propia aplicación móvil llamada "Isabella Castillo Karaoke App" que está disponible para los dispositivos iOS y Android.
Una vez descargada, se puede disfrutar gratuitamente de la canción "Lágrimas" y por un costo extra, se puede descargar cada una de las canciones que conforman su álbum "Soñar no cuesta nada".
"Isabella Castillo Karaoke App" permite a los usuarios grabarse en vídeo mientras cantan su canción favorita, ajustar el volumen de su voz, seleccionar una voz guía que les permite seguir el tiempo de la canción mientras cantan, escuchar que tema eligen antes de adquirirla y poder realizar un poco de "post producción" y agregar diferentes efectos que le dan variedad y diversión a la grabación final para después poder ser compartida en Facebook y Twitter. 

## Charts
El álbum es elegible para disco de platino en México por las altas ventas que tuvo, sin embargo Isabella Castillo contrajo un problema legal con su promotora El Cazador Entertainment y nunca más se le dio apoyó a esta producción discográfica. Después de esto, Isabella cortó su relación laboral con El Cazador Entertainment, así lo explicó en una entrevista realizada en mayo de 2016 en República Dominicana y anunció estar trabajando en su primer álbum completamente como solista.